# Augusto González-Besada y Mein
Augusto González Besada y Mein (* Tui, província de Pontevedra, 24 de juny de 1865 – † Madrid, 4 de juny de 1919) fou un advocat i polític gallec, diputat a Corts i ministre durant el regnat d'Alfons XIII.
Era membre d'una de les famílies més poderoses de Pontevedra, el seu pare Basilio González Besada com els seus oncles Rafael i Sabino van ser diputats provincials i a més aquest últim va ser governador civil dos cops i president de la Diputació (1896-1898); després d'estudiar el batxillerat a Pontevedra, va continuar la seva formació a la Universitat de Santiago de Compostel·la, on va estudiar Dret llicenciant-se el 1885. Després es va afiliar al Col·legi d'Advocats de Pontevedra exercint també, amb gran prestigi, a Madrid.
Membre del Partit Conservador va començar la seva carrera política obtenint acta de diputat ael Congrés dels Diputats d'Espanya, pel districte de Cambados el 1899; escó que tornaria a obtenir a les eleccions generals espanyoles de 1901, 1903 i 1905. Posteriorment fou diputat per les circumscripcions de Cadis (1907), Almeria (1910) i Alcoi (1914), finalitzaria la seva carrera com a diputat representant la província de Lugo a les eleccions celebrades entre 1916 i 1919.
Després de ser, el 1902, sotssecretari d'Hisenda serà nomenat, entre el 20 de juliol i el 5 de desembre de 1903, ministre d'Hisenda per Fernández Villaverde convertint-se en el Ministre d'Hisenda més jove de la restauració borbònica. Aquesta mateixa cartera ministerial l'ocuparia entre el 14 de setembre de 1908 i el 21 d'octubre de 1909 als governs Maura. També va ser ministre de Governació entre el 27 de gener i el 23 de juny de 1905 amb Fernández Villaverde, i ministre de Foment entre el 25 de gener de 1907 i el 14 de setembre de 1908 amb Maura. A més, va actuar com un dels portaveus de l'oposició conservadora que va rebutjar la llei de Substitució dels Consums projectada per José Canalejas y Méndez i Rodrigáñez, i va anunciar el bloqueig una vegada els conservadors tornessin al govern, com així va ocórrer. Va ser president del Congrés dels Diputats (1914), dels Consells d'Estat, Instrucció Pública i Foment i la Junta Central de Colonització.
El 1915, Maura el va proposar com membre de la Reial Acadèmia Espanyola. També va ser membre de l'Acadèmia de Ciències Morals i Polítiques, i de la de Jurisprudència va arribar a ser president. Entre els seus discursos polític-literaris mereix recordar-se el qual el 1905, sent ministre de la Governació, va pronunciar en sessió solemne, amb motiu del tercer centenari del Quixot, sota el títol Apuntes de Sancho para gobernar la ínsula Barataria. Astúries, que el va nomenar fill adoptiu, va haver d'agrair-li importants consignacions que va destinar per a millores en ports com els de Ribadesella, Villaviciosa i Gijón, així com per a la repoblació dels rius; però, sobretot, li va expressar el màxim reconeixement pel decidit suport que va prestar a la favorable resolució del projecte dels ferrocarrils estratègics. Del 2 a l'11 d'agost de 1911, quan fou nomenat novament ministre de Foment, va realitzar un llarg recorregut per Astúries, on va visitar Sama, Lena, Llanes, Ribeseya, Ḷḷuarca i A Veiga. El 4 de juny de 1919, l'endemà passat l'altre de les eleccions generals, va morir. Fou substituït com a diputat per Lugo el seu fill Carlos González Besada y Giráldez. L'any següent, per a honrar la seva memòria, Alfons XIII d'Espanya va crear el marquesat de González-Besada, en favor de la seva vídua.

## Obres
- Cuadros de la literatura gallega en los siglos XIII y XIV
- Historia crítica de la literatura gallega
- González Besada, Augusto (1916). Deberes de ciudadanía olvidados o mal cumplidos por generaciones. Real Academia de Ciencias Morales y Políticas. ISBN 978-84-7296-126-5.
- González Besada, Augusto (2004). Rosalía de Castro. Edicións A Nosa Terra. Promocións Culturais Galegas. ISBN 978-84-96203-73-0.